# 東淀川駅

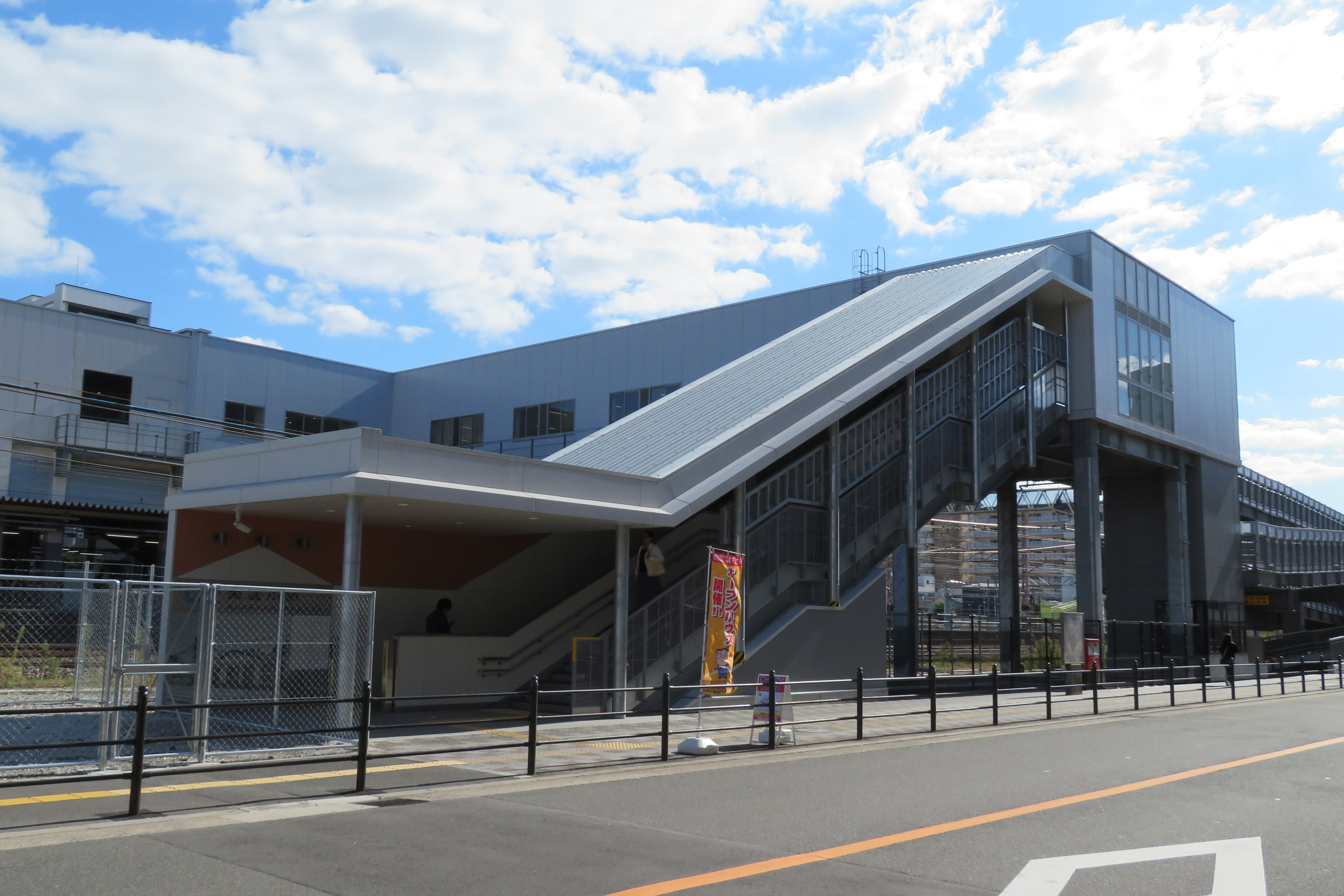
西口（2019年11月）

東淀川駅（ひがしよどがわえき）は、大阪府大阪市淀川区宮原二丁目にある、西日本旅客鉄道（JR西日本）東海道本線の駅である。駅番号はJR-A45。「JR京都線」の愛称区間に含まれている。

## 概要
特急・新快速・快速は停車せず、普通（京阪神緩行線）のみが停車する。
駅名が「東淀川駅」となっている理由は、当初所在地が大阪市東淀川区に属していたからである。1974年7月22日に大阪市の区の増設が行われ、22区制から26区制に変更されたのに伴い旧東淀川区も東西に2分割され、東半分は東淀川区の区名を継承し、西半分は淀川区となった。この東西分割が東海道本線の東端に沿って行われたため、当駅は東淀川区ではなく淀川区に取り込まれることとなり、阪神本線の淀川駅（所在地は福島区）と混同を避けるために、駅名の改称も行われなかったため、所在地の区名との同一性は失われた。その後、東淀川区にJRの駅がない状態が続いていたが、2019年3月16日に、新大阪駅から2駅東隣におおさか東線のJR淡路駅が開業した。
東海道本線における大阪支社の管轄対象駅では最も東にある。JRの特定都区市内制度における「大阪市内」の駅であり、東海道線としては最も東になる。

## 歴史
戦前の新幹線計画である「弾丸列車計画」において、弾丸列車線の「新大阪駅」になる予定であった駅が、この東淀川駅である。
駅そのものは、1940年4月1日、沿線の工業発展による人口増加を受け、東海道本線上に先行して設置された。
戦後、東海道新幹線の建設の際、「将来の山陽新幹線の延伸を考えて北方貨物線に並行して建設した方がいい」ということで建設計画が変更され、南側の東海道本線と北方貨物線の分岐点に設置されたのが、1964年10月1日に開業した現在の新大阪駅である。
当駅は新大阪駅の開業時に至近となるため、国鉄はそれを代替駅として廃止する方針であったが、周辺住民から苦情が出たために存続したと言われている（新大阪駅も参照）。
当駅と新大阪駅の間の営業キロが0.7 kmと、JR線としては比較的短い理由は、上記のような経緯による。
2018年までは東口・西口双方に平屋の駅舎があり、駅舎間、およびホーム同士は地下道で連絡していた。地下道は一部が仕切られていて東西の自由連絡通路として使用されていた。トイレは東口駅舎内にのみ設置されていた。2018年に橋上駅舎が建設された（後述）。

### 年表
- 1940年（昭和15年）4月1日：鉄道省東海道本線の吹田駅 - 宮原信号場（現在は廃止）間に新設開業[2]。旅客および荷物扱いのみ[2]。
- 1968年（昭和43年）10月8日：荷物扱い廃止[2]。
- 1974年（昭和49年）7月22日：大阪市の分区に伴い、駅の在地が東淀川区から淀川区となる。
- 1987年（昭和62年）4月1日：国鉄分割民営化により、西日本旅客鉄道（JR西日本）の駅となる[2]。
- 1988年（昭和63年）3月13日：路線愛称の制定により、「JR京都線」の愛称を使用開始。
- 1997年（平成9年）8月3日：自動改札機を設置し、供用開始[4]。
- 2002年（平成14年）7月29日：JR京都・神戸線運行管理システム導入[5]。
- 2003年（平成15年）11月1日：ICカード「ICOCA」の利用が可能となる。
- 2007年（平成19年）3月18日：駅自動放送を更新。
- 2011年（平成23年）4月11日：東改札口と3・4番のりばホームを結ぶ跨線橋（エレベーターのみで昇降可能）、および東駅舎内に多目的トイレが設置され、使用を開始。
- 2013年（平成25年）9月14日：自動改札機をJR西日本テクシア製、AG50型に交換。
- 2015年（平成27年）3月12日：入線警告音の見直しに伴い、接近メロディ導入[6]。
- 2018年（平成30年）
  - 1月31日：みどりの窓口の営業がこの日をもって終了。
  - 2月1日：みどりの券売機プラス利用開始。
  - 3月17日：駅ナンバリングが導入され、使用を開始する。
  - 11月11日：東西自由通路と橋上駅舎の供用を開始[7][8]、同時に東西の地上駅舎と地下通路、駅北側および南側の踏切が閉鎖。

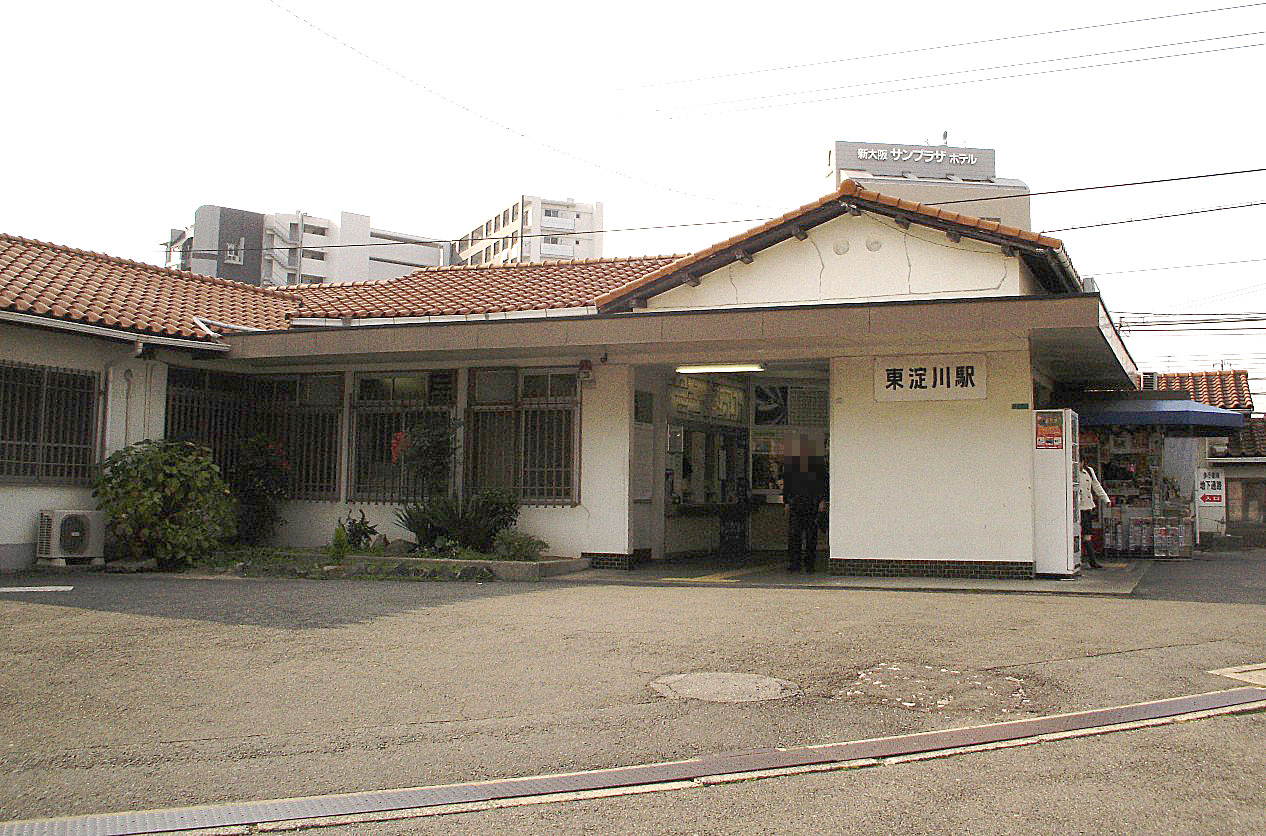
旧東口（2006年12月）

### 開かずの踏切と橋上化
東淀川駅の北側にはかつて北宮原踏切（北宮原第1踏切・北宮原第2踏切）が、同じく南側には南宮原踏切があったが、いずれも「開かずの踏切」として長い間問題視されていた。踏切以外に線路を渡る手段としては、付近に歩道橋と前述の地下道があったがいずれもバリアフリー非対応であり、交通弱者は踏切を横断するしかなかった。
2016年5月11日、JR西日本は東淀川駅を橋上化し自由通路を設置、北宮原と南宮原踏切ならびに駅地下通路を廃止する計画を発表した。踏切の廃止と自由通路の新設は大阪市との共同事業で、2018年末までに供用を開始することを目指し、自由通路にはバリアフリー対策として、エスカレーターとエレベーター、スロープが設置されるという。
年表にもある通り、2011年4月11日にはエレベーターのみで昇降可能な跨線橋がすでに設置されており、東口から２・3番のりばへの構内バリアフリールートが確保されていたが、西口から２・3番のりばへのエレベーターは設置されていなかった。橋上駅舎の建設は、この跨線橋を大規模に拡張する形で行われたものである。橋上駅舎・自由通路は2018年11月11日に供用を開始し、同時に北宮原踏切・南宮原踏切および駅構内の地下道は廃止された。

## 駅構造
自由通路付き橋上駅舎を有する地上駅。駅舎の改札内に男女別水洗トイレと多機能トイレがある。エレベーターはホームそれぞれに1台ずつ、駅外から駅舎に入るためのエレベーターが東西に1台ずつ、計4台ある。エスカレーターはホームから駅舎へ上がるエスカレーターがそれぞれのホームに1台ずつ、駅外から駅舎に入るためのエスカレーターが東西に1台ずつ、計4台あり、いずれも上りのみ。
自由通路は自転車の通行にも対応しているため、駅外から駅舎内に上がるためのつづら折れの長いスロープも東西に一つずつ設置されており、駅舎内の自由通路部分もタイル張りなどではなくアスファルト舗装になっている。
乗り場は島式ホーム2面4線（乗降は2面2線のみ）の配置になっている。下り列車の出発相当の信号機は新大阪第1場内信号機であるが、ひめじ別所駅のように「下りが停車場・上りが停留場」ではなく、上下とも「停留場」である。分岐器や絶対信号機を持たないため、停留所に分類される。各駅停車のみが停車するので、内側の2線を使用している。外側線に面した1、4番のりばには柵が設置されている。
ホームの有効長は長いものの、列車は吹田寄り（北側）に停車する。ホーム屋根も新大阪寄りには設置されていない。
アーバンネットワークエリアに属しており、ICOCA利用可能駅（相互利用対象カードも利用可能）である。直営駅であるが駅長は配置されておらず、新大阪駅が当駅を管理している。
当駅付近では東海道線の西側に梅田貨物線が並走しているが、ホームは設置されておらず、運賃計算上も当駅を経由しない。梅田貨物線を走る特急「はるか」「くろしお」、おおさか東線の列車は通過する。

### のりば
| のりば | 路線      | 方向 | 線路   | 行先                       |
| ------ | --------- | ---- | ------ | -------------------------- |
| 1      | AJR京都線 | 下り | 外側線 | （通過列車のみのため閉鎖） |
| 2      | JR京都線  | 下り | 内側線 | 新大阪・大阪・三ノ宮方面   |
| 3      | JR京都線  | 上り | 内側線 | 高槻・京都方面             |
| 4      | AJR京都線 | 上り | 外側線 | （通過列車のみのため閉鎖） |

- 上表の路線名は旅客案内上の名称（愛称）で表記している。

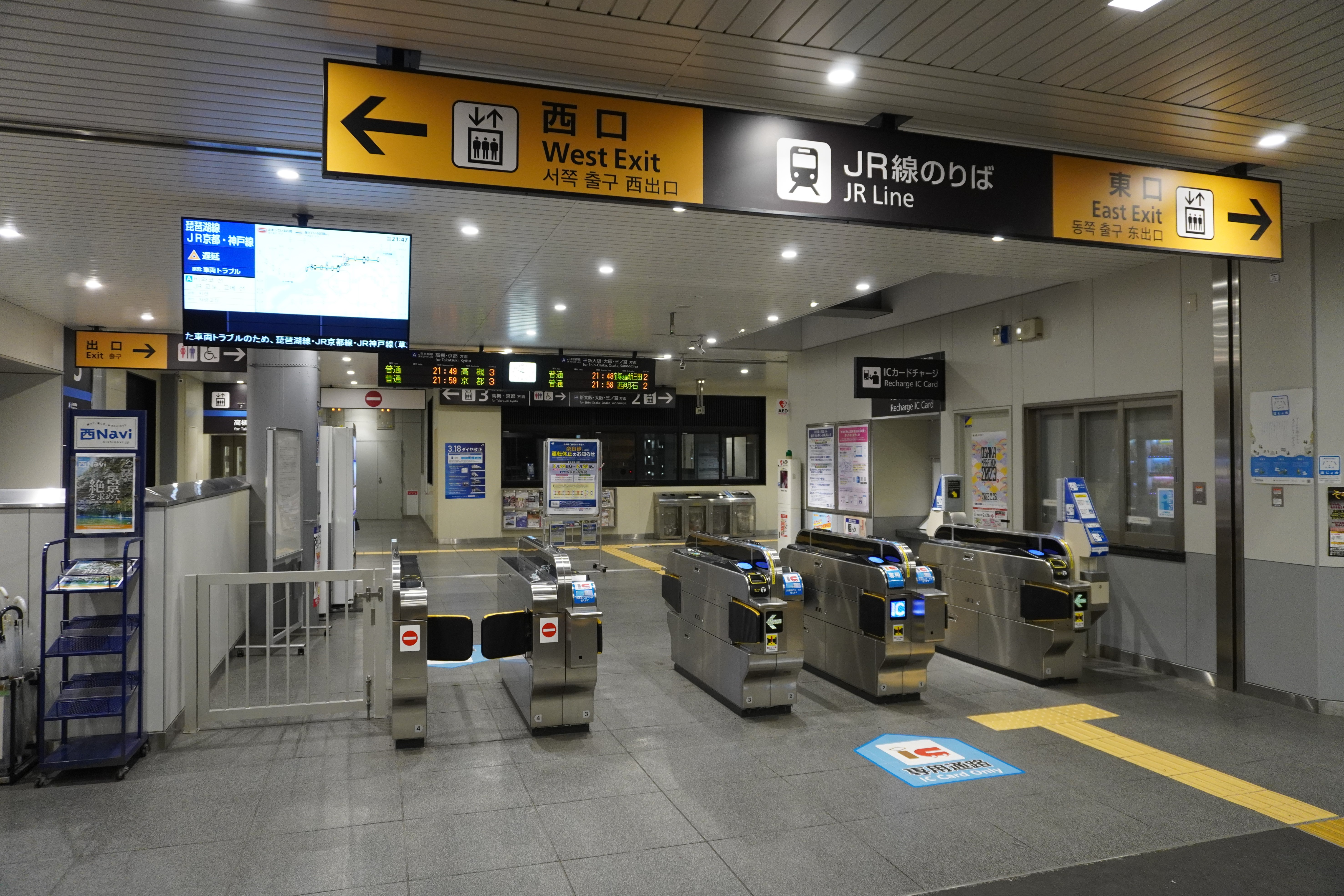
改札口（2023年2月）
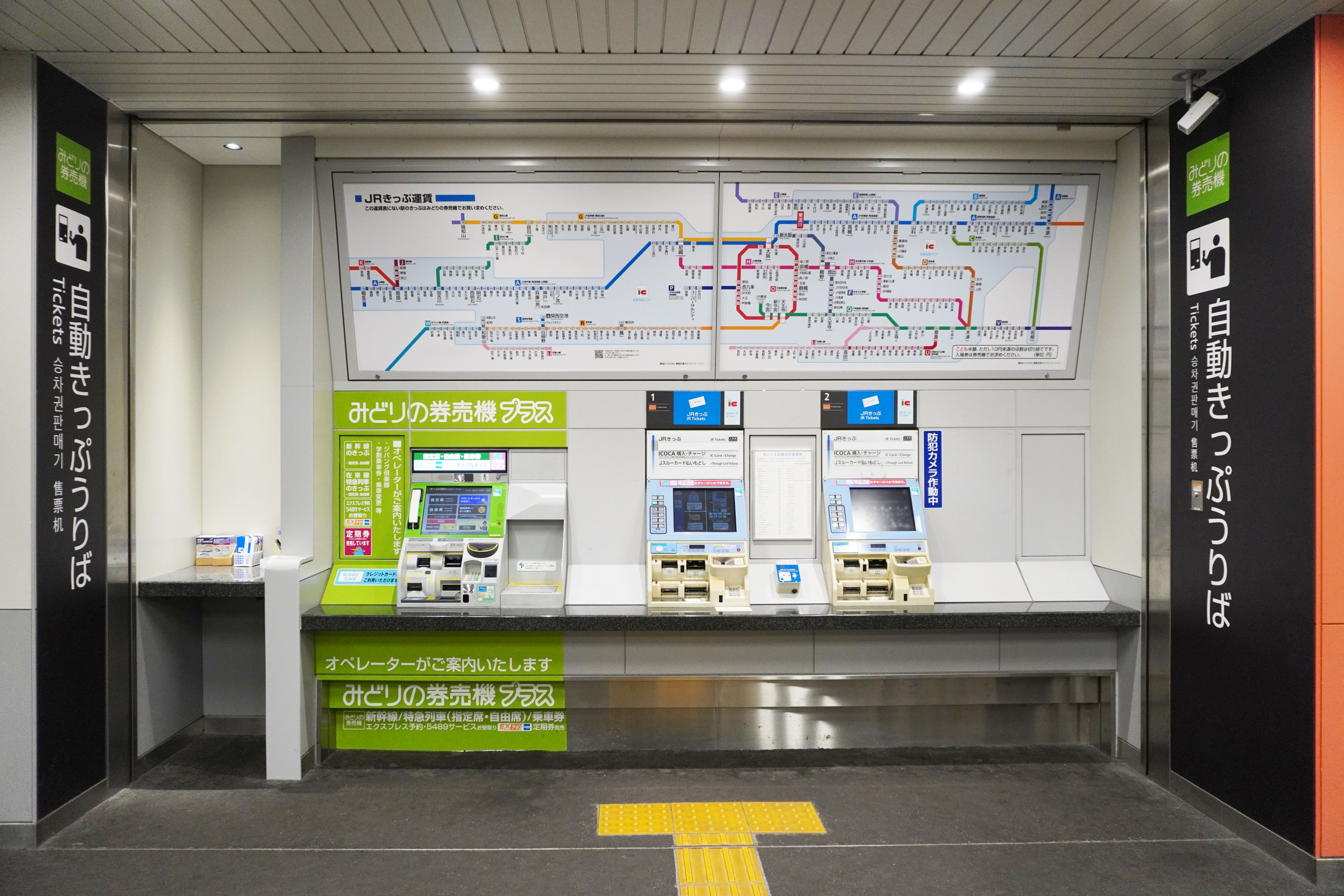
切符売り場（2023年2月）
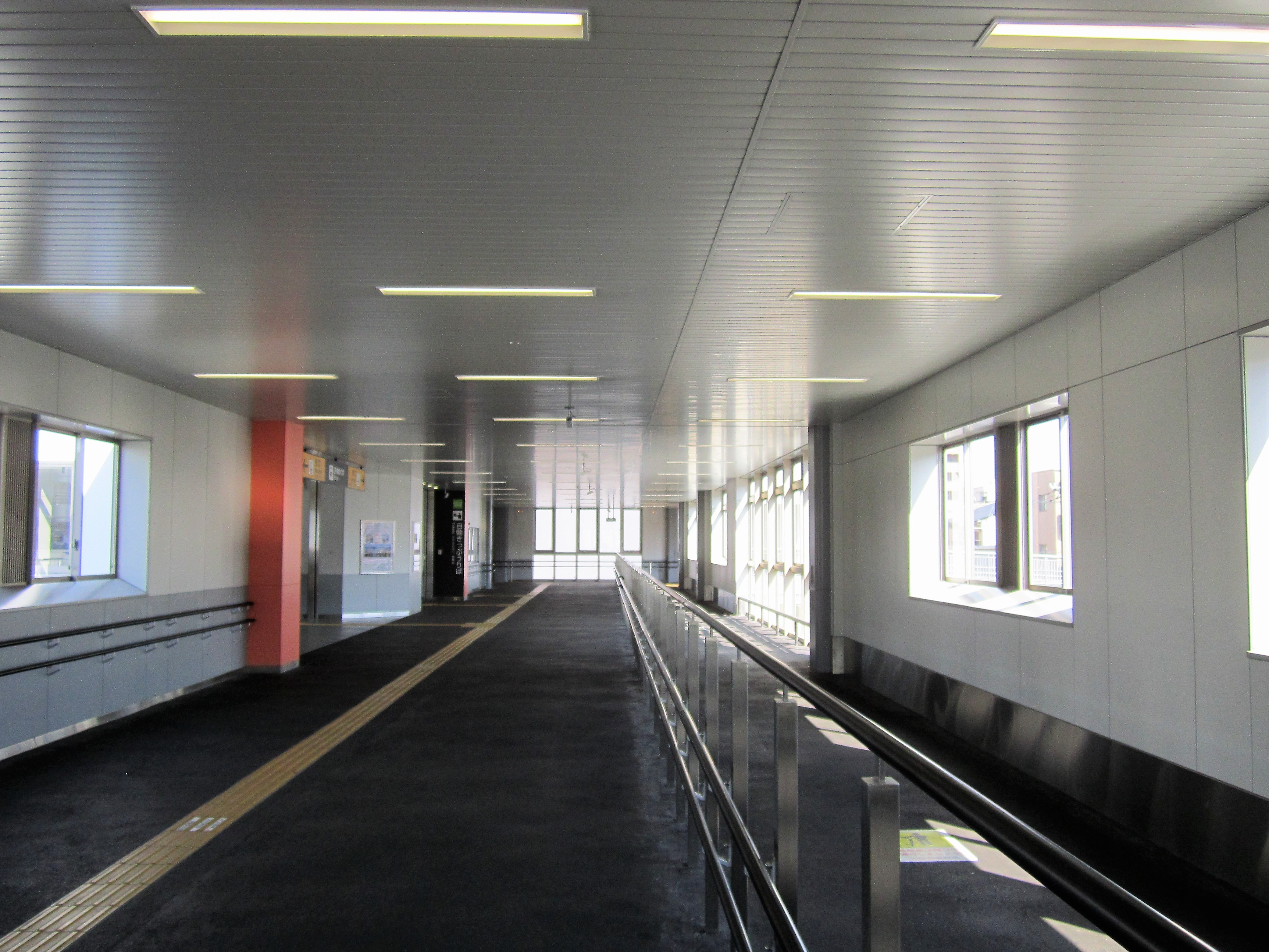
自由通路（2019年5月）
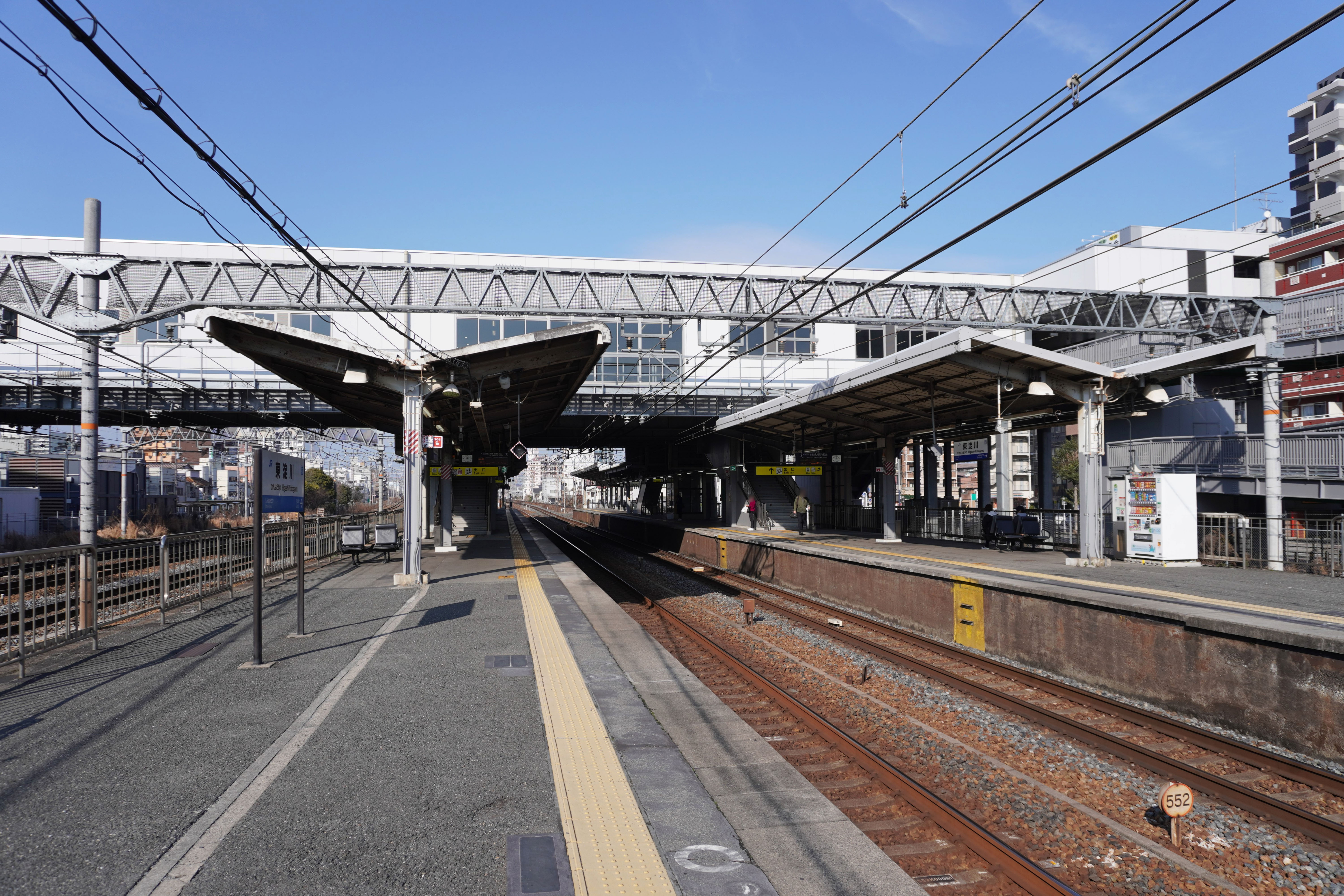
ホーム（2023年2月）

## 利用状況
2023年（令和5年）度の1日平均乗車人員は7,246人である。
新大阪駅へは南へ700メートルとJR京都線で最短ということや、西へ約600メートルの場所にはOsaka Metro御堂筋線東三国駅もあるため、利用客は多くはない。
近年の1日平均乗車人員の推移は以下のとおりである。
| 年度               | 1日平均 乗車人員 | 増減率 | 定期利用状況 | 定期利用状況 | 出典          |
| 年度               | 1日平均 乗車人員 | 増減率 | 1日平均      | 定期率       | 出典          |
| ------------------ | ---------------- | ------ | ------------ | ------------ | ------------- |
| 1988年（昭和63年） | 6,928            |        | 4,367        | 63.0%        | [ 大阪府 1 ]  |
| 1989年（平成元年） | 7,007            | 1.1%   | 4,392        | 62.7%        | [ 大阪府 1 ]  |
| 1990年（平成02年） | 7,226            | 3.1%   | 4,462        | 61.7%        | [ 大阪府 2 ]  |
| 1991年（平成03年） | 7,257            | 0.4%   | 4,402        | 60.7%        | [ 大阪府 3 ]  |
| 1992年（平成04年） | 7,455            | 2.7%   | 4,511        | 60.5%        | [ 大阪府 4 ]  |
| 1993年（平成05年） | 7,482            | 0.4%   | 4,483        | 59.9%        | [ 大阪府 5 ]  |
| 1994年（平成06年） | 7,701            | 2.9%   | 4,529        | 58.8%        | [ 大阪府 6 ]  |
| 1995年（平成07年） | 8,298            | 7.8%   | 4,798        | 57.8%        | [ 大阪府 7 ]  |
| 1996年（平成08年） | 8,106            | -2.3%  | 4,684        | 57.8%        | [ 大阪府 8 ]  |
| 1997年（平成09年） | 7,856            | -3.1%  | 4,479        | 57.0%        | [ 大阪府 9 ]  |
| 1998年（平成10年） | 7,729            | -1.6%  | 4,399        | 56.9%        | [ 大阪府 10 ] |
| 1999年（平成11年） | 7,676            | -0.7%  | 4,422        | 57.6%        | [ 大阪府 11 ] |
| 2000年（平成12年） | 7,748            | 0.9%   | 4,448        | 57.4%        | [ 大阪府 12 ] |
| 2001年（平成13年） | 8,005            | 3.3%   | 4,648        | 58.1%        | [ 大阪府 13 ] |
| 2002年（平成14年） | 7,949            | -0.7%  | 4,677        | 58.8%        | [ 大阪府 14 ] |
| 2003年（平成15年） | 8,059            | 1.4%   | 4,803        | 59.6%        | [ 大阪府 15 ] |
| 2004年（平成16年） | 8,086            | 0.3%   | 4,900        | 60.6%        | [ 大阪府 16 ] |
| 2005年（平成17年） | 8,070            | -0.2%  | 4,889        | 60.6%        | [ 大阪府 17 ] |
| 2006年（平成18年） | 8,147            | 1.0%   | 4,925        | 60.5%        | [ 大阪府 18 ] |
| 2007年（平成19年） | 8,129            | -0.2%  | 4,947        | 60.9%        | [ 大阪府 19 ] |
| 2008年（平成20年） | 7,986            | -1.8%  | 4,964        | 62.2%        | [ 大阪府 20 ] |
| 2009年（平成21年） | 7,820            | -2.1%  | 4,865        | 62.2%        | [ 大阪府 21 ] |
| 2010年（平成22年） | 7,853            | 0.4%   | 4,893        | 62.3%        | [ 大阪府 22 ] |
| 2011年（平成23年） | 7,962            | 1.4%   | 4,948        | 62.1%        | [ 大阪府 23 ] |
| 2012年（平成24年） | 8,088            | 1.6%   | 4,991        | 61.7%        | [ 大阪府 24 ] |
| 2013年（平成25年） | 8,121            | 0.4%   | 5,035        | 62.0%        | [ 大阪府 25 ] |
| 2014年（平成26年） | 8,026            | -1.2%  | 4,966        | 61.9%        | [ 大阪府 26 ] |
| 2015年（平成27年） | 8,167            | 1.8%   | 5,056        | 61.9%        | [ 大阪府 27 ] |
| 2016年（平成28年） | 8,262            | 1.2%   | 5,158        | 62.4%        | [ 大阪府 28 ] |
| 2017年（平成29年） | 8,304            | 0.5%   | 5,232        | 63.0%        | [ 大阪府 29 ] |
| 2018年（平成30年） | 8,232            | -0.9%  | 5,200        | 63.2%        | [ 大阪府 30 ] |
| 2019年（令和元年） | 7,902            | -4.0%  | 4,975        | 63.0%        | [ 大阪府 31 ] |
| 2020年（令和02年） | 6,453            | -18.3% | 4,283        | 66.4%        | [ 大阪府 32 ] |
| 2021年（令和03年） | 6,473            | 0.3%   | 4,161        | 64.3%        | [ 大阪府 33 ] |
| 2022年（令和04年） | 6,910            | 6.8%   | 4,316        | 62.5%        | [ 大阪府 34 ] |
| 2023年（令和05年） | 7,246            | 4.9%   | 4,542        | 62.7%        | [ 大阪府 35 ] |

## 駅周辺
やや古いアパートなどが多い住宅街。駅前には商店街がある。駅の東側から西側へ抜けるには、橋上駅舎と一体になった自由通路を使う。自由通路は自転車も通行可能。
- 東淀川駅東商店街
- 日本郵便 東淀川西淡路郵便局
- 日本基督教改革派大阪教会
- 長柄人柱碑
- 西日本旅客鉄道（JR西日本）おおさか東線 南吹田駅
- 大阪市高速電気軌道（Osaka Metro）御堂筋線 東三国駅
- 東横INN新大阪駅東口

## バス路線
駅東口の駐輪場前に「東淀川駅前」停留所があり、大阪シティバスの下記の路線が発着する。
- 11A号系統
  - 新大阪駅東口（1日5便のみ。引き続き東淀川区役所前行きとして運行[16]）

## 隣の駅
西日本旅客鉄道（JR西日本）
 JR京都線（東海道本線）
■新快速・■快速
通過
■普通
吹田駅 (JR-A44) - 東淀川駅 (JR-A45) - 新大阪駅 (JR-A46)
- おおさか東線は新大阪駅 - 南吹田駅間において当駅近傍を走行するが、当駅は設置されていない。

### 記事本文

### 利用状況
1. ↑  大阪府統計年鑑 - 大阪府
2. ↑  大阪市統計書 - 大阪市

#### 大阪府統計年鑑
1. 1 2  大阪府統計年鑑（平成2年） (PDF)
2. ↑  大阪府統計年鑑（平成3年） (PDF)
3. ↑  大阪府統計年鑑（平成4年） (PDF)
4. ↑  大阪府統計年鑑（平成5年） (PDF)
5. ↑  大阪府統計年鑑（平成6年） (PDF)
6. ↑  大阪府統計年鑑（平成7年） (PDF)
7. ↑  大阪府統計年鑑（平成8年） (PDF)
8. ↑  大阪府統計年鑑（平成9年） (PDF)
9. ↑  大阪府統計年鑑（平成10年） (PDF)
10. ↑  大阪府統計年鑑（平成11年） (PDF)
11. ↑  大阪府統計年鑑（平成12年） (PDF)
12. ↑  大阪府統計年鑑（平成13年） (PDF)
13. ↑  大阪府統計年鑑（平成14年） (PDF)
14. ↑  大阪府統計年鑑（平成15年） (PDF)
15. ↑  大阪府統計年鑑（平成16年） (PDF)
16. ↑  大阪府統計年鑑（平成17年） (PDF)
17. ↑  大阪府統計年鑑（平成18年） (PDF)
18. ↑  大阪府統計年鑑（平成19年） (PDF)
19. ↑  大阪府統計年鑑（平成20年） (PDF)
20. ↑  大阪府統計年鑑（平成21年） (PDF)
21. ↑  大阪府統計年鑑（平成22年） (PDF)
22. ↑  大阪府統計年鑑（平成23年） (PDF)
23. ↑  大阪府統計年鑑（平成24年） (PDF)
24. ↑  大阪府統計年鑑（平成25年） (PDF)
25. ↑  大阪府統計年鑑（平成26年） (PDF)
26. ↑  大阪府統計年鑑（平成27年） (PDF)
27. ↑  大阪府統計年鑑（平成28年） (PDF)
28. ↑  大阪府統計年鑑（平成29年） (PDF)
29. ↑  大阪府統計年鑑（平成30年） (PDF)
30. ↑  大阪府統計年鑑（令和元年） (PDF)
31. ↑  大阪府統計年鑑（令和2年） (PDF)
32. ↑  大阪府統計年鑑（令和3年） (PDF)
33. ↑  大阪府統計年鑑（令和4年） (PDF)
34. ↑  大阪府統計年鑑（令和5年） (PDF)
35. ↑  大阪府統計年鑑（令和6年） (PDF)